# Gerhard Kleppinger
Gerhard Kleppinger (* 1. März 1958 in Ober-Ramstadt) ist ein deutscher Fußballtrainer und ehemaliger Profifußballer mit 287 Spielen in der Bundesliga und 254 Spielen in der 2. Bundesliga.

## Spielerkarriere

### Im Verein
Gerhard Kleppinger erlernte das Fußballspielen bei seinem Heimatverein, der SKG Ober-Ramstadt. Von dort wechselte er zum SV Darmstadt 98, wo er fünf Jahre blieb und 31-mal (ein Tor) in der 1. Bundesliga und 63-mal (vier Tore) in der 2. Bundesliga Süd spielte.
Von Darmstadt aus wechselte er zu Hannover 96 in die 2. Bundesliga Nord, wo er zwar in zwei Jahren 79 Einsätze zu verzeichnen hatte, in denen er 16 Tore schoss, jedoch diese gute Bilanz nicht mit dem Aufstieg krönen konnte.
Deshalb wechselte er zur Saison 1982/83 zum Bundesligisten Karlsruher SC, mit dem er jedoch im Jahr darauf abstieg. Obwohl der sofortige Wiederaufstieg gelang, wechselte er 1984 zum Mitaufsteiger FC Schalke 04, wo er drei Jahre blieb und 97-mal in der Bundesliga spielte. Nach dem Abstieg von Schalke wechselte er zum großen Konkurrenten Borussia Dortmund, wo er jedoch nur ein Jahr blieb.
Nach drei weiteren Jahren in der Bundesliga mit Bayer Uerdingen wechselte Kleppinger 1991 zu seinem ersten Profiverein, dem SV Darmstadt 98, in die 2. Bundesliga zurück. Diese Zeit war von zwei Abstiegen gekennzeichnet, so dass sich Kleppinger mit Darmstadt in der Oberliga wiederfand, in der er 1996 seine Karriere beendete.

### In der Nationalmannschaft
Kleppinger gewann mit der deutschen Auswahl Bronze bei den Olympischen Sommerspielen 1988 in Seoul. Außer einem Einsatz für die deutsche U-21 hat er keine weiteren Spiele für den DFB bestritten.
Für den Gewinn der Bronzemedaille bei den Olympischen Spielen 1988 erhielt er – wie alle deutschen Medaillengewinner – das Silberne Lorbeerblatt.

## Trainerkarriere
Noch während seiner aktiven Zeit bei Darmstadt wurde er 1994 zum Spielertrainer ernannt und behielt diese Position bis zu seinem Karriereende 1996.
Danach wurde er für ein Jahr Trainer beim hessischen Landesligisten SC Viktoria Griesheim, bis er 1997 als Co-Trainer zum FC St. Pauli ging. Im November 1997 wurde er dort zum Cheftrainer ernannt, diese Position behielt er 15 Monate, bis man ihn am 31. Januar 1999 entließ. Daraufhin ging er im Sommer zum FC Gütersloh in die Regionalliga, wo er jedoch nur acht Monate blieb und im Februar 2000 von seinem Amt freigestellt wurde.
Nachdem er ein Jahr bei Rot-Weiß Oberhausen gewesen war, ging Kleppinger im Sommer 2002 zur 2. Mannschaft von Schalke 04, wo er in seinen drei Jahren zwischen der Regional- und der Oberliga pendelte.
Nachdem er in der Vorrunde der Saison 2005/06 den hessischen Oberligisten FSV Frankfurt trainiert hatte, war er seit dem 6. Oktober 2006 Cheftrainer des SV Darmstadt 98. Mit den „Lilien“ stieg er 2007 in die Hessenliga ab und 2008 in die neue Regionalliga Süd auf.
Am 20. April 2009 wurde er wegen einer Serie von erfolglosen Spielen in der Rückrunde vorzeitig entlassen, nachdem bereits zuvor bekannt gegeben wurde, dass der im Juni desselben Jahres endende Vertrag nicht verlängert würde, weil die Zielvorstellungen zwischen Club und Kleppinger nicht vereinbar waren.
Stattdessen kehrte er als Trainerassistent zum FSV Frankfurt zurück, zunächst an der Seite von Tomas Oral und nach dessen Rücktritt von Hans-Jürgen Boysen. Am 28. Dezember 2011 gab er seinen Rücktritt als Co-Trainer beim FSV Frankfurt bekannt.
Im November 2012 übernahm Kleppinger die Position des Co-Trainers beim SV Sandhausen, erneut unter Hans-Jürgen Boysen. In den folgenden acht Jahren assistierte er auch Boysens Nachfolgern Alois Schwartz, Kenan Koçak, Uwe Koschinat und Michael Schiele.
Zum 1. Januar 2021 wechselte der 62-Jährige in das Nachwuchsleistungszentrum des Vereins und übernahm eine „zentrale Funktion im sportlichen Bereich“. Mitte Februar 2021 kehrte er nach der Freistellung von Schiele zur Profimannschaft zurück und betreute sie gemeinsam mit Stefan Kulovits als Interimstrainer ab dem 22. Spieltag. Da nur Kleppinger über die Fußballlehrer-Lizenz verfügte, wurde dieser von der DFL offiziell als Cheftrainer geführt. Kleppinger und Kulovits stabilisierten die abstiegsbedrohte Mannschaft und schlossen die Saison mit dem Klassenerhalt auf dem 15. Platz ab. Daraufhin erhielt das das „Cheftrainer-Team“ einen Vertrag für die Saison 2021/22. Nach einem Sieg, einem Unentschieden und fünf Niederlagen aus den ersten sieben Spielen wurde das Duo freigestellt. Kleppinger blieb dem Verein jedoch erhalten und übernahm die Leitung der Scouting-Abteilung.
Ende Februar 2023 kehrte Kleppinger nach der Verpflichtung von Tomas Oral als dessen Co-Trainer zur Profimannschaft zurück; zudem wurde Oscar Corrochano ebenfalls als Co-Trainer verpflichtet. Anfang April 2023 wurde Oral wieder freigestellt. Daraufhin übernahm Kleppinger die Mannschaft, die nach dem 27. Spieltag auf dem letzten Platz stand und sechs Punkte Rückstand auf den Relegationsplatz bzw. acht Punkte Rückstand auf den ersten Nicht-Abstiegsplatz hatte, als Interimstrainer bis zum Ende der Saison 2022/23. Er startete zwar mit 7 Punkten aus den ersten 3 Spielen, jedoch folgten darauf 3 Niederlagen, sodass am 33. Spieltag der Abstieg in die 3. Liga feststand. Die Saison schloss man schließlich mit 28 Punkten auf dem letzten Platz ab.
Zur Saison 2023/24 rückte er unter dem neuen Cheftrainer Danny Galm wieder auf die Co-Trainer-Position. Nach dessen Freistellung assistierte er Jens Keller. Dieser trat vor dem letzten Spieltag zurück, nachdem man den direkten Wiederaufstieg verpasst hatte. Kleppinger übernahm die Mannschaft daraufhin für das letzte Spiel, ein 1:1-Unentschieden gegen den FC Ingolstadt 04, erneut interimsweise. Anschließend führte er den Verein gegen den Sechstligisten 1. FC Mühlhausen zum Gewinn des Badischen Pokals und damit zur Qualifikation für den DFB-Pokal. Zur Saison 2024/25 wurde schließlich Sreto Ristić als neuer Cheftrainer verpflichtet, dabei wurde er zwar als Trainerassistent von Ex-Spieler Dennis Diekmeier ersetzt, blieb aber weiterhin für den Verein tätig. Nach dem Umbau der sportlichen Führung rund um den Jahreswechsel 2024/25 nach dem Abschied Matthias Imhofs als Sportdirektor, als Bernd Nehrig nach wenigen Wochen als Teammanager seinen Vertrag wieder auflöste und Kenan Koçak als neuer Trainer nach der Entlassung Ristićs übernahm, war er als Kaderplaner des Drittligisten tätig.
Anfang April 2025 übernahm Kleppinger die Profimannschaft nach dem Rücktritt von Koçak gemeinsam mit dem bisherigen Co-Trainer Dennis Diekmeier abermals bis zum Saisonende interimsweise. Die Sandhäuser standen nach dem 31. Spieltag mit 32 Punkten auf einem Abstiegsplatz und hatten fünf Punkte Rückstand auf einen Nicht-Abstiegsplatz.

## Erfolge
als Spieler
- Aufstieg in die Bundesliga (2): 1978 (SV Darmstadt 98), 1984 (Karlsruher SC)
  - als Meister der 2. Bundesliga: 1984
  - als Meister der 2. Bundesliga Süd: 1978

als Trainer
- Badischer Pokalsieger: 2024 (SV Sandhausen)
- Hessenpokalsieger (2): 2007, 2008 (beide SV Darmstadt 98)

## Trivia
Für Aufsehen sorgte Gerhard Kleppinger bei einem Spiel seines damaligen Vereins Bayer Uerdingen gegen den 1. FC Nürnberg, als er in der Saison 1989/90 auf kuriose Art drei Tore erzielte: Erst das 1:1, dann das 1:2 per Eigentor und abschließend das 3:2. Das Spiel endete schließlich 3:3 unentschieden. Ähnliches gelang später Nikolče Noveski, der in einem Spiel ein Tor und zwei Eigentore schoss.
Kleppinger betreibt gemeinsam mit Richard Haša eine Fußballschule.